# Melek Ahmed
Melek Ahmed pasa (1604 körül – 1662) török államférfi és nagyvezír IV. Mehmed uralkodása alatt.

## Életrajza
Melek Ahmed Abház (vagy Abazin) eredetű volt. Az egyik forrás szerint édesapja egy Pervane nevű hajóskapitány volt. IV. Murad uralkodása alatt nevezték ki Diyarbakır kormányzójának. Ibrahim uralkodása alatt nevezték ki Erzurum, Moszul, Aleppó és Damaszkusz kormányzójának. 1644-ben feleségül vette Kaya Sultan, Murad nevű lányát, és megszerezte a damat (vőlegény) címet. Ám a tartományok (akár Erzurum, Törökország egy része), ahova rendelve volt, elég messze estek Isztambultól, a fővárostól, míg a felesége maradt Isztambulban. IV Mehmed uralkodása alatt, végül visszatért Isztambulba. De 1650-ben, nagy döbbenetére feleségét nevezték ki Bagdad kormányzójának, messze Isztambultól. Kaya Sultan próbálta meggyőzni a királynő régensét, hogy vonja vissza a döntést. De sem sikerült, ami annak a jele volt, hogy káosz van az oszmán palotában. Miután Isztambulban, a nagyvezír Kara Murat pasa lemondott, a királyné Melek Ahmednek felajánlotta a kormányzói posztot. Melek Ahmed 1650 augusztus 5-én azzal a feltétellel fogadta el az ajánlatot, hogy a palota emberei nem avatkoznak be a kormányzásba. 
Ő volt a sógora Haydarzade Mehmed pasa kormányzónak Egyiptomban (1646-1647), aki feleségül vette a húgát.
Amikor Melek Ahmed hivatalba lépett, rájött, hogy a birodalom szinte csődben van. Az 1645-1669 közötti krétai háború nagyon költséges volt, és az anatóliai adóbevételek sokkal kisebbek voltak a vártnál a Jelali lázadások miatt. Megpróbálta kiegyensúlyozni a költségvetést anélkül, hogy valódi ismeretekkel rendelkezett volna a pénzügyek terén. Végül a szultán kénytelen volt felmenteni őt a posztjáról 1651. augusztus 22-én.

## Későbbi évek
1651-ben ismét tartományi kormányzó lett, de ezúttal Szilisztrában (ma Bulgária), és rövid időn belül képes volt visszatérni Isztambulba. 1654-ben Musztafa İbşir pasát nevezték ki nagyvezérnek, de érkezése késleltetett volt Isztambulba. Ebben az időszakban, Melek Ahmed funkcionált helyetteseként. Ez felkeltette İbşir pasa gyanúját, és Melek Ahmedet száműzték. Vanra és Malkarara. Azonban, miután İbşir pasát leváltották, Melek Ahmed pasa vissza tudta nyerni korábbi címeit.
Melek Ahmed pasa 1662-ben halt meg.
Bár nem egy különösen sikeres nagyvezér volt, Melek Ahmed Pasa és felesége Kaya Sultan (csakúgy, mint a későbbi házassága Fatma Sultan) élettörténete jól ismert Evlija Cselebi könyveiből. Evliya Çelebi a legfontosabb török útleíró volt, kinek az anyja tej testvére volt Melek Ahmed pasának és Evliya Cselebi ki is használta azt a lehetőséget, hogy Melek Ahmed pasával utazgathasson.